# ديريك بيل (محامي)
ديريك بيل (بالإنجليزية: Derrick Bell)‏ هو ضابط ومحامي أمريكي، ولد في 6 نوفمبر 1930 في Hill District ‏ في الولايات المتحدة، وتوفي في 5 أكتوبر 2011 في نيويورك في الولايات المتحدة بسبب سرطان.